# Obiora Odita
Emmanuel Obiora Odita (Enugu, 14 maggio 1983) è un ex calciatore nigeriano, di ruolo attaccante.

## Carriera
Il 17 giugno 2016 viene acquistato a titolo definitivo dalla squadra serba del Mladost Lučani.